# Madeuplexia camusi
Madeuplexia camusi là một loài bướm đêm trong họ Noctuidae.